# Гусева
Гу́сева (рос. Гусева) — присілок у складі Білоярського міського округу Свердловської області.
Населення — 205 осіб (2010, 233 у 2002).
Національний склад станом на 2002 рік: росіяни — 82 %.